# Emilio Azcárraga Jean
Emilio Azcárraga Jean (Cidade do México, 21 de fevereiro de 1968) é um magnata mexicano das telecomunicações. Presidente do Conselho de Administração da Televisa, o maior grupo de televisão em língua espanhola do mundo. É filho do empresário mexicano de radiofonia, Emilio Azcárraga Milmo, conhecido no México como "El Tigre", e neto do fundador da Televisa, Emilio Azcárraga Vidaurreta.

## Biografia
Emilio Azcárraga Jean estudou na Lakefield College em Ontário, Canadá; em seguida cursou a carreira de Relações Industriais na Universidad Iberoamericana da Cidade do México. Obteve Licenciatura em "Marketing and Business Administration" na IPADE México. De 1987 a 1988, Emilio Azcarrága Jean trabalhou como Coordenador de Computação e Sistemas na Celanese Mexicana, S.A. de C.V.
Assumiu a Televisa em 1997, após o falecimento de seu pai, o grupo que possui investimentos em Internet, televisão paga, futebol, rádio, cinema e muitos outros segmentos. No Brasil a Televisa mantém parceria com a Rede Record, e também com o SBT.
Em fevereiro de 2014, possuía uma fortuna e patrimônio pessoal estimados em 3,1 bilhões de dólares americanos de acordo com a revista norte-americana Forbes, sendo o 9° mexicano mais rico.
Em 26 de outubro de 2017, Emilio anunciou sua saída da direção da Televisa, que ocorrerá em 2018. Ele continuará na emissora, mas somente no Conselho de Administração, sendo substituído na diretoria pelos vices-presidentes Alfonso de Angoitia e Bernardo Gómez.